# MVP finałów ÖBL
MVP finałów ÖBL – najbardziej wartościowy zawodnik finałów Austriackiej Bundesligi Koszykówki, nagroda przyznawana co sezon od 2006 roku najlepszemu zawodnikowi rozgrywek finałowych ligi austriackiej.

## Laureaci

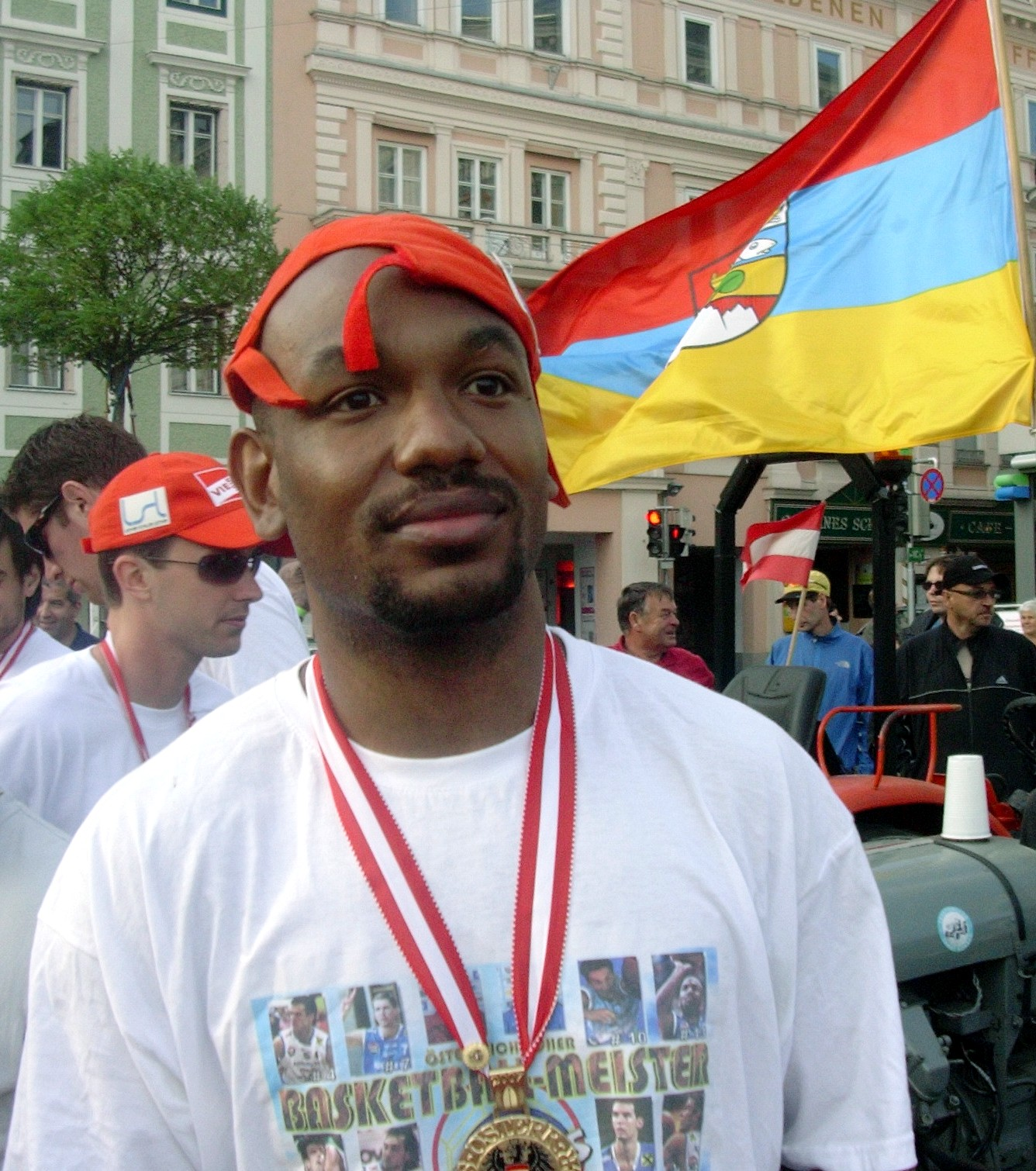
De'Teri Mayes - dwukrotny laureat nagrody

| Zawodnik (X) | Cyfra w nawiasie oznacza kolejną nagrodę, uzyskaną przez tego samego zawodnika |

| Rok  | Zawodnik                                                                        | Poz.                                                                            | Nar.                                                                            | Zespół                                                                          | Przypisy                                                                        |
| ---- | ------------------------------------------------------------------------------- | ------------------------------------------------------------------------------- | ------------------------------------------------------------------------------- | ------------------------------------------------------------------------------- | ------------------------------------------------------------------------------- |
| 2006 | Peter Hütter                                                                    | SF                                                                              | Austria                                                                         | Allianz Swans Gmunden                                                           | [ 1 ]                                                                           |
| 2007 | De'Teri Mayes                                                                   | SG                                                                              | [ a ]                                                                           | Allianz Swans Gmunden                                                           |                                                                                 |
| 2008 | Anthony Shavies                                                                 | G                                                                               | Stany Zjednoczone                                                               | Panthers Fürstenfeld                                                            |                                                                                 |
| 2009 | Ricky Moore                                                                     | G                                                                               | Stany Zjednoczone                                                               | WBC Wels                                                                        |                                                                                 |
| 2010 | De'Teri Mayes (2)                                                               | SG                                                                              | [ a ]                                                                           | Allianz Swans Gmunden                                                           | [ 3 ]                                                                           |
| 2011 | Bernd Volcic                                                                    | C                                                                               | Austria                                                                         | Oberwart Gunners                                                                | [ 4 ]                                                                           |
| 2012 | Christoph Nagler                                                                | SF                                                                              | Austria                                                                         | Xion Dukes Klosterneuburg                                                       | [ 5 ]                                                                           |
| 2013 | Shawn Ray                                                                       | SF                                                                              | Stany Zjednoczone                                                               | Zepter Wiedeń                                                                   | [ 6 ]                                                                           |
| 2014 | Anthony Shavies (2)                                                             | G                                                                               | Stany Zjednoczone                                                               | Güssing Knights                                                                 | [ 7 ]                                                                           |
| 2015 | Christopher Dunn                                                                | G                                                                               | Stany Zjednoczone                                                               | Güssing Knights                                                                 | [ 8 ]                                                                           |
| 2016 | Chris McNealy                                                                   | G                                                                               | Stany Zjednoczone                                                               | Oberwart Gunners                                                                | [ 9 ]                                                                           |
| 2017 | Bogić Vujošević                                                                 | PG                                                                              | Serbia                                                                          | Kapfenberg Bulls                                                                | [ 10 ]                                                                          |
| 2018 | Bogić Vujošević                                                                 | PG                                                                              | Serbia                                                                          | Kapfenberg Bulls                                                                | [ 10 ]                                                                          |
| 2019 | Elijah Wilson                                                                   | G                                                                               | Stany Zjednoczone                                                               | Kapfenberg Bulls                                                                | [ 11 ]                                                                          |
| 2020 | Nie przyznano z powodu pandemii COVID-19 i przedwczesnego zakończenia rozgrywek | Nie przyznano z powodu pandemii COVID-19 i przedwczesnego zakończenia rozgrywek | Nie przyznano z powodu pandemii COVID-19 i przedwczesnego zakończenia rozgrywek | Nie przyznano z powodu pandemii COVID-19 i przedwczesnego zakończenia rozgrywek | Nie przyznano z powodu pandemii COVID-19 i przedwczesnego zakończenia rozgrywek |
| 2021 | Przyznano tylko jedną nagrodę – MVP sezonu                                      | Przyznano tylko jedną nagrodę – MVP sezonu                                      | Przyznano tylko jedną nagrodę – MVP sezonu                                      | Przyznano tylko jedną nagrodę – MVP sezonu                                      | Przyznano tylko jedną nagrodę – MVP sezonu                                      |

## Laureaci według klubów
| Klub                      | Liczba MVP |
| ------------------------- | ---------- |
| Swans Gmunden             | 3          |
| Oberwart Gunners          | 2          |
| Güssing Knights           | 2          |
| Panthers Fürstenfeld      | 1          |
| Wiedeń                    | 1          |
| WBC Wels                  | 1          |
| Xion Dukes Klosterneuburg | 1          |
| Kapfenberg Bulls          | 1          |